# Xã Garfield, Quận Ellsworth, Kansas
Xã Garfield (tiếng Anh: Garfield Township) là một xã thuộc quận Ellsworth, tiểu bang Kansas, Hoa Kỳ. Năm 2010, dân số của xã này là 40 người.